# Liodrosophila castanea
Liodrosophila castanea är en tvåvingeart som beskrevs av Toyohi Okada och In Cho Chung 1960. Liodrosophila castanea ingår i släktet Liodrosophila och familjen daggflugor. Inga underarter finns listade i Catalogue of Life.